# Orógeno Sunsás
O Orógeno Sunsás é um cinturão orogênico que abrange uma área de 350.000km² na fronteira entre a Bolívia e o Brasil, incluindo os estados brasileiros de Mato Grosso, Rondônia e Amazonas, os quais possuem características geológicas distintas.[carece de fontes?] Ele está a sudoeste do Cráton Amazonas. Inicialmente, o termo “Sunsás” foi utilizado por Litherland et al. (1989) para descrever o cinturão orogênico existente na Bolívia, com trend estrutural NW. Porém, com estudos posteriores, identificou-se a correlação deste com o  Cinturão Aguapeí no Brasil, passando a  constituir uma unidade geotectônica única.
Os orógenos, também definidos como cinturões orogênicos ou faixas orogênicas, são províncias tectônicas originadas pela colisão, compressão e subducção das placas tectônicas. Esse processo de interação entre as placas, resultam em grande deformação das rochas na litosfera, acompanhada pelo soerguimento desse material e consequentemente, na formação de cadeias de montanhas no limite de regiões tectonicamente estáveis, conhecidas como crátons. Essas feições geotectônicas são de grande importância para entendimento da evolução geológica terrestre, podendo ser delimitadas em diversas regiões e porções do território brasileiro.

## Estratigrafia
O ciclo orogênico Sunsás originou-se a partir de rochas metassedimentares dos grupos Sunsás e Vibosi, em que os sedimentos mesoproterozóicos pertencentes a esse grupos  se depositaram em uma margem passiva, posteriormente invertida em margem ativa, ocorrendo a deformação dos sedimentos no âmbito do domínio orogênico. Concomitante a este evento, ocorreu o espessamento crustal com geração de importante plutonismo intrusivo nos estratos sedimentares dobrados, sendo marcado pela formação de fases graníticas e rochas básicas a ultrabásicas.
O Grupo Sunsás é identificado na Bolívia e compreende uma sequência litoestratigráfica dividida em quatro unidades, sendo elas constituídas por rochas conglomeráticas, ortoconglomerados oligomíticos típicos de regimes aluviais ou deltaicos; unidades psamíticas formadas por arcósios, arenitos e quartzitos; além de argilitos e siltitos originando uma unidade argilosa; e por fim, uma combinação entre arcósios e quartzitos.
As rochas pertencentes ao grupo, ocorrem com baixo grau metamórfico, porém altamente deformadas nas regiões de cisalhamento do cinturão orogênico. Em território brasileiro, essas rochas são classificadas como pertencentes ao Grupo Aguapeí, sendo este uma unidade correlacionada às litologias do Grupo Sunsás, se diferenciando apenas pela espessura de suas camadas.
O Grupo Vibosi por sua vez, apresenta uma sequência sedimentar composta de arenitos e arcósios depositados discordantemente sobre as rochas do Grupo Sunsás, além de metassedimentos de baixo grau metamórfico e rochas vulcânicas. A ocorrência de rochas desse grupo estão associadas ao Grupo Sunsás, ou também se formam como dobras metamorfizadas em discordância planar sobre o embasamento.
O Grupo Nova Brasilândia, de idade mais recente, é uma sequência metavulcanossedimentar constituída por rochas de médio e alto grau metamórfico que se subdividem na Formação Migrantinópolis, Formação Rio Branco e Formação Terra Boa. A primeira, consiste em uma unidade composta por metaturbiditos terrígenos-carbonáticos, enquanto a segunda, constitui-se de rochas máfica-félsica bimodal com intercalações de paragnaisse. Por fim, a Formação Terra Boa apresenta intercalações de metarenito e metasiltito de baixo grau metamórfico.

## Evolução tectônica do Orógeno Sunsás
A evolução geológica do Orógeno Sunsás é uma sequência complexa de eventos tectônicos, magmáticos e metamórficos que ocorreram ao longo do Mesoproterozóico. A seguir está um detalhamento dessa evolução:
A evolução geotectônica do Orógeno Sunsás pode ser dividido em quatro principais eventos, sendo eles:

### 1- Pré-colisional
Contexto Cratônico: Antes da fase orogênica principal, a região fazia parte do cráton amazônico. Esta área era relativamente estável tectonicamente, composta por crosta continental antiga e diversos terrenos alóctones.

### 2- Fase de colisão e acreção (1,140 - 1,106 bilhões de anos)
Margem Ativa e Subducção: A margem ocidental do cráton amazônico se tornou uma margem ativa onde a subducção de placas oceânicas sob a crosta continental levou à colisão de microcontinentes, arcos de ilhas vulcânicas e outros terrenos alóctones.
Acreção de Terrenos: Durante esta fase, ocorreu a acreção de diversos terrenos tectônicos ao cráton amazônico. Esses terrenos incluem fragmentos de crosta oceânica e continental, que foram deformados e metamorfisados durante o processo de colisão.
Magmatismo e Metamorfismo: A subducção e colisão geraram intensa atividade magmática, incluindo intrusões de granitos e vulcanismo. Este período também foi marcado por metamorfismo regional de alta pressão e temperatura, resultando na recristalização de rochas preexistentes em gnaisses e xistos.O cenário de subducção identificado nas rochas parte sul do Cinturão Nova Brasilândia foi diagnosticado com base nos dados geoquímicos e de isótopos de Sr-Nd.
O contexto geológico e geocronológico U-Pb demostram que o metamorfismo de alto grau (fácies granulito) ocorreu aproximadamente entre 1137 e 1127 Ma e o magmatismo máfico-félsico toleítico de médio a baixo Ti da Suíte Rio Branco foi gerado aproximadamente entre 1119 e 1106 Ma. Portanto, a constatação de episódios geológicos com idades de metamorfismo de alto grau e de magmatismo máfico muito próximas entre si, aliados as assinaturas geoquímicas e isotópicas Sr-Nd diagnósticas de subducção, são condizentes com ambiente tectônico de arc – back-arc e, portanto, reforçam a ideia de subducção para explicar a geração das rochas da Suíte Rio Branco

### 3- Fase orogênica principal
Deformação intensa: A principal fase orogênica foi caracterizada por intensa deformação tectônica, que resultou na formação de montanhas e na criação de extensas zonas de cisalhamento e sistemas de falhas.
Formação de estruturas complexas: Os processos de colisão e acreção resultaram em uma complexidade estrutural significativa, com a formação de dobras, falhas e zonas de cisalhamento que registram a história tectônica do Orógeno Sunsás.

### 4- Pós-colisional (1 bilhão de anos em diante)
Reajustes tectônicos: Após a principal fase de orogênese, a região passou por vários episódios de reajustes tectônicos, incluindo reativação de falhas e modificação das estruturas existentes.
Erosão e sedimentação: A erosão das montanhas formadas durante a fase orogênica principal levou à deposição de sedimentos em bacias adjacentes. Esses processos contribuíram para a formação de novas unidades sedimentares e modificaram a paisagem geológica.

## Estruturas
O Orógeno Sunsás apresenta uma grande variedade de estruturas geológicas decorrente da intensa atividade tectônica e metamórfica associada a sua formação. Essas estruturas, por sua vez, apresentam um papel fundamental na reconstrução da história geológica do orógeno e compreensão da evolução geológica da região.

### 1 - Falhas
As falhas de empurrão são estruturas geológicas que encontram-se disseminadas ao longo do orógeno como resultado de uma intensa compressão tectônica associadas aos períodos de orogênese. Essas estruturas indicam a ocorrência da sobreposição de blocos de rochas sobre outros, que são responsáveis por formar complexos empilhamentos rochosos.
Além disso, apesar de menos comuns que as falhas de empurrão, no Orógeno Sunsás também são identificadas falhas normais e reversas associadas respectivamente aos regimes de extensão e compressão local. Alguns autores caracterizam ainda a presença de falhas do tipo transcorrente, tanto sinistrais como destrais.  

### 2 - Dobramentos
Outro tipo de estrutura bastante comum no Orógeno Sunsás são as dobras isoclinais, abertas e recumbentes observadas em diferentes escalas, desde microestruturas em amostras de mão até grandes dobras regionais. Esses dobramentos são responsáveis por indicar intensa deformação tectônica de regime dúctil, frequentemente associadas a zonas de cisalhamento, que ajudam a caracterizar a intensidade e direção das forças tectônicas atuantes da região.

### 3- Zonas de cisalhamento
Essas estruturas correspondem a regiões onde as rochas sofreram deformação dúctil e rúptil. Essas porções dúcteis são frequentemente caracterizadas pela presença de rochas miloníticas e ultramiloníticas, nas quais os grãos minerais apresentam-se finamente triturados e recristalizados. Já zonas rúpteis resultam em rochas quebradas e intensamente fraturadas, decorrentes de movimentos laterais significativos ao longo das falhas em porções mais superficiais e de menor temperatura.
As zonas de cisalhamento, por sua vez, desempenham um papel crucial na localização de depósitos minerais, como aqueles associados a granitos estaníferos pós-Sunsás. A deformação nessas zonas pode criar caminhos preferenciais para fluidos hidrotermais, resultando na formação de depósitos minerais economicamente importantes.

## Recursos minerais
O Orógeno Sunsás se estende desde as terras brasileiras até o território boliviano. O seu histórico geotectônico é responsável pela formação de uma riqueza mineral de grande importância.
No Brasil, a Província Sunsás é a unidade tectônica mais jovem e está localizada na porção brasileira do Cráton Amazônico, no extremo sudoeste. A formação ocorreu durante o Ciclo Orogênico Greenville na Laurência e Báltica, resultando em alterações significativas da paisagem e favorecendo a origem de vários minerais.
Em Rondônia, a manifestação do Sunsás ocorre por meio das formações geológicas conhecidas como o Cinturão de Cisalhamento Guaporé, Faixa Alto Guaporé e Terreno Nova Brasilândia. Cada um desses segmentos apresenta características geológicas distintas e possui um grande potencial mineral.
Na região centro-ocidental de Rondônia, o Cinturão de Cisalhamento Guaporé, localizado no sul da Faixa Alto Guaporé, causou a transformação da crosta mais antiga e a introdução de material jovem. A complexa história geológica possibilita a exploração de diferentes depósitos minerais, que ainda não foram completamente estudados. A mineralogia deste segmento é caracterizada pela presença de ambientes acrescionários, como remanescentes de crosta oceânica, bacias remanescentes (rifte e margem passiva) e arcos magmáticos.
Encontram-se na região depósitos de ouro em veios de quartzo nas zonas de cisalhamento, bem como depósitos do tipo VHMS e de ferro e manganês. Adicionalmente, é possível encontrar depósitos de níquel e cromo em rochas máfico-ultramáficas, enquanto os granitos podem ser utilizados como fonte de brita e também como material ornamental.
O Terreno Nova Brasilândia, popularmente chamado de Faixa Nova Brasilândia, é formado por rochas do Grupo Nova Brasilândia. As principais são os metaturbiditos terrigenocarbonáticos e a unidade menor conhecida como máficofélsica bimodal. Este ciclo está associado a mineralizações de cassiterita, muitas vezes encontradas juntamente com topázio, wolframita, columbita e turmalina. As gemas hospedam-se dentro das intrusões graníticas, onde ocorre a concentração desses minerais. Além disso, os próprios depósitos de ametista são encontrados nas intrusões graníticas.
Na região boliviana, ocorreram condições propícias à formação de grandes depósitos vulcanogênicos de sulfetos e, no final do Mesoproterozóico superior, surgiram condições adequadas para a criação de depósitos orogênicos contendo ouro, minerais skarn e pegmatitos ricos em terras raras. Foram produzidas 29 toneladas de ouro ao longo da história e 58 mil toneladas de cobre, no período de 2014 a 2016, e 500 toneladas de concentrados de tantalita entre os anos de 1989 e 2012.
O Miguela, que é um depósito de Au-Ag-Cu-Pb-Zn, encontra-se a aproximadamente 20 km ao leste de Ascención de Guarayos e está situado a uma distância de 240 km no sentido noroeste em relação à cidade de Santa Cruz. Adicionalmente, podem ser encontradas mineralizações em veios de quartzo orogênico que estão ligados a zonas de falhas, além do ouro supergênico presente nas camadas lateríticas e nos depósitos aluviais.